# Stephanie Gilmore
Stephanie Gilmore   (Murwillumbah, 29 de gener de 1988) és una surfista australiana vuit vegades campiona del món al Women's WSL World Tour (2007, 2008, 2009, 2010, 2012, 2014, 2018, 2022).

## Trajectòria
Gilmore es va iniciar als 9 anys amb el bodyboard. Als 17 anys va aconseguir una victòria a la Roxy Pro Gold Coast de 2005. La temporada següent va guanyar el Havaianas Beachley Classic. L'èxit de Gilmore a la gira World Qualifying Series la va classificar per a la Women's ASP World Tour de 2007 i no va decebre: va guanyar quatre dels vuit esdeveniments aconseguint així el seu primer títol mundial de 2007.
Gilmore també va guanyar la Swatch Girls Pro France inaugural el 2010, i el mateix any va guanyar el Premi Laureus World Sports. El 2014, Gilmore va protagonitzar un llargmetratge documental titulat Stephanie in the Water. Més endavant es va classificar per als Jocs Olímpics d'Estiu de 2020.